# ТЕС Кхулна (K-BMPP)
ТЕС Кхулна (K-BMPP) — колишня теплова електростанція на заході Бангладеш, особливістю якої було розташування генеруючого обладнання на баржі.
Станція, відома як Khulna Barge-Mounted Power Plant («Змонтована на баржі Кхулненська електростанція»), розпочала роботу у 1980 році. На плавучій основі змонтували дві встановлені на роботу у відкритому циклі газові турбіни General Electric LM — 5000, після чого доправили її до міста Кхулна та встановили на річці Бхейраб (один з рукавів дельти Ганга).
Робота станції супроводжувалась частими поламками. В березні 1998-го внаслідок витоку пального сталась пожежа і турбіна № 1 вийшла з ладу. Турбіна № 2 ще певний час продовжувала роботу, проте її фактична потужність була деномінована до 20 МВт.
Станом на 2009 рік K-BMPP вже не рахувалась серед генеруючих потужностей Бангладеш.
Як паливо станція використовувала нафтопродукти.